# Мургаш (окръг Долж)
 Тази статия е за селото в Румъния.  За още значения вижте Мургаш (пояснение).  
Мургаш (на румънски: Murgași) е село в южна Румъния, административен център на община Мургаш, окръг Долж. Населението му е около 521 души (2021).
Разположено е на 178 m надморска височина в Долнодунавската равнина, на 25 km северно от окръжния град Крайова.